# Šávoľ
Šávoľ (do roku 1927 Šavol, maďarsky Sávoly nebo Füleksávoly) je obec na Slovensku v okrese Lučenec, na rozhraní Lučenské kotliny a Cerové vrchoviny.

## Historie
Na území obce bylo odkryto sídliště bukovohorské kultury a velkomoravské sídliště. První písemná zmínka o obci je z roku 1384, nepřímo je doložena farností z roku 1332 a kostelem z roku 1397. Patřila Fiľakovskému hradnímu panství. V letech 1554 až 1593 byla oblast pod tureckou okupací. V roce 1828 zde bylo 56 domů a 468 obyvatel, kteří byli zaměstnáni jako rolníci. Do roku 1918 byla obec součástí Uherska. V letech 1938 až 1944 byla kvůli první vídeňské arbitráži součástí Maďarska. Při sčítání lidu v roce 2011 zde žilo 573 obyvatel, z toho 385 Maďarů, 113 Slováků, 20 Romů a jeden Čech; 54 obyvatel neuvedlo žádné informace o etnickém původu.

## Pamětihodnosti
- Římskokatolický kostel svatého Ducha, postavený po roce 1715 v barokním slohu a rozšířený v roce 1805, kdy získal současnou klasicistní podobu[3]
- Barokní kaplička z konce 18. století
- V katastrálním území obce leží přírodní rezervace Kerčík.